# ریسویل (تنسی)
ریسویل(به انگلیسی: Riceville) شهری در ایالت تنسی کشور ایالات متحده آمریکا است که جمعیت آن در سرشماری سال ۲۰۱۰ میلادی، ۶۷۰ نفر بوده‌است.